# Hercule mourant (tragédie lyrique)
Personnages
- Hercule, Alcide (basse-taille (baryton-basse))
- Déjanire, épouse d'Hercule (soprano)
- Hilus, fils d'Hercule et de Déjanire (haute-contre)
- Philoctète, compagnon d'Hercule (basse-taille)
- Ïole, princesse captive (soprano)
- Dircé, confidente de Déjanire (soprano)
- Jupiter
- Junon
- La Jalousie

Hercule mourant est une tragédie lyrique en cinq actes d'Antoine Dauvergne sur un livret de Jean-François Marmontel, créée le 3 avril 1761 à l'Académie royale de Musique. Le livret est principalement inspiré de la pièce Hercule mourant ou la Déjanire (1634) de Jean de Rotrou, mais également des Trachiniennes de Sophocle.

## Rôles
Captifs, combattants dans les Jeux olympiques, prêtres de Jupiter, suivantes de Déjanire, guerriers, compagnons d'Hercule, divinités célestes, peuples grecs, africains, asiatiques, européens, lutteurs, Thessaliens
| Personnages      | Tessiture                    | Créateur du rôle                        |
| ---------------- | ---------------------------- | --------------------------------------- |
| Hercule (Alcide) | basse-taille (baryton-basse) | Nicolas Gélin                           |
| Déjanire         | soprano                      | Marie-Jeanne Fesch, dit Melle Chevalier |
| Hilus            | haute-contre                 | Jean-Pierre Pillot                      |
| Philoctète       | basse-taille (baryton-basse) | Henri Larrivée                          |
| Iole             | soprano                      | Sophie Arnould                          |
| Dircé            | soprano                      | Mlle Davaux                             |
| Jupiter          | basse-taille (baryton-basse) | Jaubert                                 |
| Junon            | soprano                      | Mlle Rozet                              |
| La Jalousie      | basse-taille (baryton-basse) | Henri Larrivée                          |

## Argument

### Acte I
Dans le Palais d'Hercule. Déjanire attend le retour d'Hercule (Alcide) en Thessalie. Elle espère le revoir mais craint qu'il ne revienne jamais face aux dangers qu'il doit affronter (Dircé, voici le jour où mon sort se décide). Hilus, envoyé par sa mère au devant d'Hercule, revient lui annoncer le retour de ce dernier (Mais que vois-je ? Mon fils). Les captifs entrent dans le Palais, parmi lesquels Ïole dont Hilus est épris (Tout en elle intéresse, enchante). Alors que le peuple se réjouit et que Déjanire le remercie de son soutien, Junon vient troubler la célébration (N'es-tu qu'à moi seule fatale), suivie de La Jalousie qu'elle pousse à se servir de sa haine (Va, répands dans son sein les feux qui me consument).

### Acte II
Dans les jardins du Palais, au bord de la mer. Ïole est surprise d'accepter son esclavage (Quelle voix suspend mes alarmes ?). Hilus vient à sa rencontre lui annoncer que son rang est reconnu. Il lui avoue son amour mais Ïole se demande si elle peut aimer le fils d'Hercule, assassin de son père (Venez fille des rois, il est temps de paraître). Elle lui annonce qu'Hercule est amoureux d'elle et compte répudier Déjanire (Fille de Palénor, j'ai vu la flamme errante). Les deux amants se séparent dans la douleur (Le plaisir de mêler nos larmes n'adoucira plus nos malheurs). Hercule rend les honneurs à Déjanire et une fête somptueuse commence. Ïole se présente et Déjanire la reçoit avec bonté, sans se douter qu'elle est sa rivale (De mon bonheur puis-je douter encore, Dircé ?). Dircé annonce à Déjanire qu'Alcide aime Ïole (Est-ce à vous de la retenir ?). Déjanire, hors d'elle (La honte, la douleur, le désespoir, la rage), se laisse convaincre par Dircé d'employer le philtre d'amour, laissé à elle par le centaure Nessus en mourant.

### Acte III
Dans les voisinages du Mont Olympe. Hercule annonce des Jeux olympiques en l'honneur de Jupiter. Hilus arrive et lui donne une robe envoyée par Déjanire, qu'elle a arrosée du sang de Nessus, et lui décrit l'impatience de sa mère à revoir son époux. Emu par ces soins, convaincu par Philoctète, Hercule se résout à renoncer à Ïole. Prêt à accomplir un sacrifice à Jupiter, il se revêt de la robe(Quoi ! Mon fils de retour ?). 

### Acte IV
Sur le vestibule du temple de Jupiter à Trachine. Déjanire entre affolée : elle a vu en présage le sang dont elle a recouvert la robe s'enflammer (Qu'ai-je fait ! Ô Nessus, ta fureur m'a trompée). Déjanire implore Jupiter de sauver Hercule (Dieu, grand dieu, soit sensible). Au moment du sacrifice, le temple est ébranlé et les prêtres ferment l'entrée du temple à Déjanire qui reste seule sur le vestibule. Elle voit arriver son fils Hilus qui lui reproche son crime (Couvert de la robe fatale). Elle enjoint à son fils, lorsqu'il fermera les yeux de son père agonisant, de lui dire qu'elle l'a toujours aimé (De mes transports jaloux ton père est la victime)

### Acte V
Au sommet du Mont Oeta. Les compagnons d'Hercule élèvent un bûcher dont il voit se rapprocher Hercule épuisé par la douleur (Alcide au tombeau va descendre). Hercule demande à son ami Philoctète de lui donner la mort, mais ce dernier l'encourage à mourir dignement. Hercule pense que sa femme l'a empoisonné volontairement (Enfin je succombe à ma rage). Hilus annonce à son père que sa mère ne l'a jamais trahi (Approche). Arrivent alors Ïole et les autres captives qui leur apprennent la mort de Déjanire, qui s'est sacrifiée en demandant aux dieux de ne pas faire mourir Hercule (Ô jour fatal ! ô mort cruelle !). Hercule, dans un dernier effort, unit Ïole à son fils Hilus. Il demande à ses compagnons d'abréger ses tourments (Au défaut de mes mains tremblantes). Tombant sur le bûcher il demande à son fils d'y mettre le feu (Hilus, jure moi d'accomplir la volonté d'un père). Alors qu'Hilus hésite, la foudre frappe le bûcher et l'embrase. Hercule rend grâce à son père Jupiter et se consume. Jupiter, environné de la voûte céleste, descend des cieux et le bûcher se transforme en un char qui élève Hercule jusqu'au trône de son père (Viens mon fils). Il est élevé au rang de dieu et la cour céleste ainsi que le peuple le célèbrent (Que tout l'univers soit ton temple), tandis qu'Hercule leur fait ses adieux (Peuples, recevez mes adieux).

## Représentation
La représentation, initialement prévue le 31 mars 1761, fut retardée par le décès du Duc de Bourgogne, frère des futurs rois Louis XVI, Louis XVIII et Charles X. L'opéra connut dix-huit représentations. 
Il fallut attendre le 19 novembre 2011 pour que Christophe Rousset et Les Talens Lyriques le recréent mondialement avec Véronique Gens et Andrew Foster-Williams dans les rôles de Déjanire et Hercule, à l'Opéra royal du château de Versailles.

## Discographie
- Hercule mourant, dir. Christophe Rousset, orchestre Les Talens Lyriques, Véronique Gens, Andrew Foster-Williams, Emiliano Gonzalez Toro, Edwin Crossley-Mercer